# Sick: The Life and Death of Bob Flanagan, Supermasochist
Pour les articles homonymes, voir Sick.
Pour plus de détails, voir Fiche technique et Distribution.
Sick: The Life and Death of Bob Flanagan, Supermasochist est un film américain documentaire réalisé par Kirby Dick, sorti en 1997.

## Synopsis
Se sachant atteint d’une maladie douloureuse et incurable, Bob Flanagan va soulager le mal par le mal. Ce documentaire met en scène des pratiques extrêmes dans lesquelles le sujet atténue la douleur de la maladie en se livrant à la douleur orgiaque.

## Fiche technique
- Titre : Sick: The Life and Death of Bob Flanagan, Supermasochist
- Réalisation : Kirby Dick
- Production : Kirby Dick, Dody Dorn et Sheree Rose
- Montage : Dody Dorn
- Musique : Blake Leyh
- Pays d'origine : États-Unis
- Format : Couleurs - Dolby
- Genre : Documentaire
- Durée : 90 minutes
- Date de sortie : 1997

## Distribution
- Kathe Burkhart : Intervieweur
- Kirby Dick : Intervieweur
- Bob Flanagan : Lui-meme
- Sheree Rose : Elle-meme
- Rita Valencia : Intervieweur
- Sarah Doucette : Elle-meme

## Récompenses
- Sierra Award du meilleur documentaire au Las Vegas Film Critics Society Awards
- Prix du public du meilleur long métrage au Los Angeles Independent Film Festival